# どぐされ球団
『どぐされ球団』（どぐされきゅうだん）は、竜崎遼児による日本の漫画作品。『月刊少年ジャンプ』（集英社）にて1976年から1982年にかけて掲載された。単行本は全19巻。

## ストーリー
セントラル・リーグに所属するプロ野球チーム「明王アタックス」（めいおうアタックス）の代打専門選手・鳴海真介を中心に、「どぐされ（=性根が腐っているという意味の蔑称）」だが、野球を一途に愛する選手達の活躍を描く。
当時活躍していた実在のプロ野球選手が多数登場しているが、魔球や超人的なオリジナル選手などは登場しない。
代わりに史実を参考とした現実的なエピソードが多いことが特徴で、代打専門選手が主人公である点なども含め、初期『あぶさん』と似たタイプのリアル志向な野球漫画と言える。しかし、永谷脩がブレーンに入っていた『あぶさん』と違い、実在選手のエピソードを元にしたオリジナル選手の好不調、出自、職人性などにフォーカスを当てた玄人好みの話が多く、1970年代に『夕刊フジ』などで人気を博していた近藤唯之のコラムに近い趣向の作品だった。

## 明王アタックス
セ・リーグの球団の1つ。ホームスタジアムは明王球場。選手寮は群雄寮。親会社は明王商事。本作の日本プロ野球はセ・リーグは7球団、パ・リーグは6球団の全13球団となっている。
名称と違い、守備力には定評があるが、打撃力に欠けるため、最下位が長らく続いていた。代打専門に鳴海真介を獲得した年（1976年）には最下位を脱し6位（最下位は大洋ホエールズ）。その翌年は5位。さらに翌年は球団創立以来初のAクラス入りを果たす。
物語の見せ場が鳴海の代打シーンであるため、アタックスの野手陣は4番打者の大場以外、総じて貧打の傾向が強く、反面、守備でのファインプレーがよく描かれる傾向にある。また、中堅手のベテラン・日高がジョー暁に代わったが、それ以外のレギュラーは平均年齢が若かったこともあり、連載の5年間、完全に固定されていた。
対して、投手陣は徐々に整備されていくが、初期は十文字の孤軍奮闘状態だったことが、年度別成績に記されている。
連載時期である1976年シーズンから1981年シーズン（最終回）にかけては、圧縮バットやミズノ製ラビットボールの使用で、リーグ全体が極端な打高投低の傾向にあったため、このチーム編成が低迷する成績の裏付けとなっていた。

### 選手
鳴海 真介（なるみ しんすけ）
主人公。「代打専門」の選手。背番号：3。長崎県福江島・玄界灘高校出身。右投右打。178cm、78kg。
かつては夏の甲子園で「江川2世」と呼ばれた剛速球投手だったが、準決勝で巻枝三郎（後述）と対決した際に、自身の打席で右手人差し指に投球を受けて骨折。後続打者では巻枝から点が取れないとデッドボールではなくバットに当たったと主張し、そのまま継続して打席に立ち、次のスイングで球を捕らえるが衝撃で人差し指はちぎれ、打球もあわやホームランという大ファウルに終わる。この怪我で投手生命を絶たれ、大会後は郷里に帰って野球から距離を置くが、野球への情熱は捨てきれず、前述の大ファウルに打者としての素質を認めたアタックスの根津スカウトに誘われ、1977年、代打専門の選手としてアタックスに入団した。
幼少の頃から漁師であった両親を手伝って船の艪を漕いでいたことで身に付いた強靭な手首の強さと筋肉、そして安定した下半身を持っており、トレーナーの市島からは「100万人にひとりの筋肉の持ち主」と称される（稲尾和久のエピソードが元になっている）。
一年目（1977年シーズン中）から代打専門で2割8分の成績を残しているが、好・不調の波が大きく、連続打席でヒットを放つかと思えば、打球がレフト方向に偏ることから「鳴海シフト」（王シフト参照）による攻略によって連続して凡打に終わることもある。他にも小林繁をはじめとする右アンダースローの投手に弱い、前述のデッドボールによる心理的影響で、インコースにはアウトステップになりやすい、デッドボールを喰らうと不調になってしまう、などの弱点があるが、対戦相手である長嶋、張本、王のちょっとしたアドバイスで改善することもあった。
インコースのシュートが苦手で、さらにプロ入団5年目にして「シュートの中でも特定のコースはプロ入団以降、一度も打てていない」という致命的な弱点が判明する。そのコースは甲子園で右人差し指を失う原因となったコースであった。
作中では入団3年目（1979年）に当時の日本プロ野球記録である「10打席連続安打」（当時の記録は1978年のマニエル（ヤクルト）の10安打であり、参考にしたと思われる。11安打はレイノルズ（1991年）、高橋由伸（2003年）が達成している）と、連続ファウルボール記録を達成している。
入団1年目、2年目は左打ちのスイッチヒッターや、球を投げる機会の少ない一塁手としての起用もあったが、どちらも普段の右打ちの打撃で使用しない筋肉を使うことによる不調を引き起こし、右打ちの代打専門が確定した。
また、物語序盤には1球限定の救援投手として登板、打者の手元でわずかに落ちるSFFのような球によって打者の田淵を三振に仕留めている（堀内恒夫のドロップカーブのエピソードが元になっている）。物語終盤にも登板し、人差し指を使用しないソフトボール式投法、パームボール、ナックルボールなどを駆使し、打線を討ち取っている（こちらは事故で右手中指が使えなくなった近藤貞雄のエピソードが元になっている）。
ペナントレース後は毎年、十文字と共に金銭トレードの話が持ち上がるのが恒例であり、鳴海本人は気にした様子も無かったが、1981年シーズン（最終巻）終了後、チーム強化のための交換トレードの話が出た際には大いに悩むことになる。巨人の監督を辞めた長嶋から移籍後の選手継続を勧めるアドバイスなどもあったが、やはり自分はアタックスで野球をする、次の打席で打てなかったら引退と決意を告げ、1982年、トレード先と目されている西武ライオンズとのオープン戦で東尾修から快音を響かせた見開きで物語は完結している。なお、打球の行方は描かれていない。
1981年シーズン終盤、大洋ホエールズの遠藤一彦から通算代打本塁打28本目を打ち、世界記録（当時は高井保弘の27本）を更新している。
大場 大輔（おおば だいすけ）
アタックスの4番打者で捕手。背番号：8。右投右打。
元・大相撲力士で十両まで出世したが、故障が続いたことから廃業し、野球へ転向。豪打と張り手を応用した「テッポウ送球」（ミットによる捕球を行わず、投球を張り手で打ち返して送球する）による盗塁阻止率の高さを誇る。
実は幼少の頃から父の遺した莫大な借金を返済するために働いており、借金を返済し終えた際にはスランプに落ち込んだ。それを知った牛島が相撲部屋の親方と共謀し「親方が借金の半額を立て替えていた」と嘘の借金（返済金は大場自身の貯蓄に回されている）を負わせたことによって、スランプを脱している。
193cm、95kgの豪快な体格とは裏腹に非常に繊細な性格で、その性格が配球の甘さに表れ、一時期はレギュラーの座を危ぶまれたこともあった。
打撃は勝負強さこそ欠けるが、作中でヒットを打つシーンは多く、巧打と長打を兼ね備えている。
元・大相撲力士という設定は、元・近鉄バファローズの投手から大相撲へ転向し、連載直前の1975年に廃業した佐賀ノ海輝一の逆パターンで、最高位が十両というのも同じ。大相撲からプロ野球への転向例は、連載の時点では、二所ノ関部屋から国鉄スワローズへ入団した吉屋民夫と読売ジャイアンツへ入団した服部貞夫がある。
月形 平太（つきがた へいた）
二塁手。背番号：7。1番打者での出場が多い。右投右打。
シーズンオフはサーカスの曲芸師をしており、野球でもアクロバティックなプレーを得意とする。155cm、55kgの小兵。
細野 春臣（ほその はるおみ）
一塁手。背番号：2。全巻通して、ほとんど8番打者での出場。左投左打。後に右打に変更
身長210cmの長身で、元バスケットボールの有望選手だったが、交通事故で右目を失明し野球に転向。その影響からか、打者としては打率1割以下だが、長身を駆使した捕球術は絶品であり、「ミスターアウト」と呼ばれるほど（打者としてアウトにばかりなっているからと誤認されたこともある）。2巻「球友の巻」扉絵の選手名鑑には「ミスター三振王」とも書かれている。
当時の一塁手は強打者が据えられることが多く、細野のキャラクターは守備重視のチーム方針を象徴していた。
話し方は、伊予弁が入っている。
十文字 健（じゅうもんじ けん）
投手。背番号：13。右投右打。
アタックスのエース格で、1巻（1977年シーズン中）の時点では防御率1.98とセ・リーグでも屈指の投手とされている。「殺し屋」の異名を取る。
顔に十文字の傷の痕があるが、これは、高校時代に死球で相手校の打者を死なせてしまい、相手校の応援団によって、報復で付けられたもの（詳細は後述の島淵謙三の項目を参照）。また、1978年の時点でプロ9年目の29歳のため、高卒即入団ではないと思われる。
当初は速球派投手だったが、決め球として「ストレートのフォームで投げるチェンジアップ」を覚え、投球の幅を広げた。もっとも、これは登板前のアタックスの攻撃で鳴海の強烈な打球がマウンド下に埋まり、その穴を直さないまま登板した十文字のスパイクに引っかかってしまい、偶然に生まれた技であった。
連載初期のアタックス投手陣は十文字の孤軍奮闘状態だったが、医者から投球を止められるほどの障害を腰に抱えており、投手生命を削りながら投げていた。連載中盤は十文字、立原、田代、荒巻の先発ローテーションとなり、後半には吉倉、世良の台頭でローテーションの駒が揃ってきたことから、最終巻ではリリーフ転向が示唆されている。
唯一、単行本（7巻）に年度別成績が記されているが、ルーキーイヤーの1970年に12勝4敗、防御率3.79を記録し、1977年まで連続8年二桁勝利を挙げていた（1971年から1974年までは4年連続15勝以上、1975年からは3年連続20勝以上）。特に1976年は52試合に登板し、26勝9敗5セーブ26完投という、堀内恒夫のキャリアハイだった1972年の数字に匹敵する成績を残している。
また、年度別成績が記されている7巻の「傷だらけのエースの巻」では、巨人戦で11連続奪三振（当時の日本記録は梶本隆夫と土橋正幸の9。現在は佐々木朗希の13）と完全試合（5回雨天コールド）を達成した。
神風 香志郎（かみかぜ こうしろう）
右翼手。背番号：35。連載初期は5番打者。右投右打。
アタックスのホームスタジアムである「明王球場」の杮落としの時に捨て子として球場支配人に拾われ、以降ここが家代わり。アタックス入り後はグラウンド状態、天候状態などを熟知していることから「明王球場の申し子」と呼ばれるようになった。スライディングの技術が高い。
九頭 大喜（くず だいき）
左翼手。背番号：9。連載初期は6番打者。右投左打。
高校まではバレーボールをやっていたが、「狭いコートは性に合わない」という理由で野球の外野手に転向。身長170cmと小柄だが、ジャンプ力はチーム一。「野球魔術師」の異名を取る。
田代 正（たしろ ただし）
投手。背番号：18。右投右打。
甲子園優勝投手。鳴海入団の翌年にドラフトを経てアタックス入り。ドラフトで入団した数少ない選手で、アタックス先発ローテーションの一角を担っている。
アンダースロー投手で、アンダースローを苦手とする鳴海の練習相手も務めた。153cm、53kgと身体は小さいが、連投を苦にしない体力があり、リリーフでの登板もあった。
なお、月形と田代は日本プロ野球史上、最も背の低い選手とされていた浜崎真二の156cmよりも小さい、小兵選手である。
日高（ひだか）
中堅手。背番号：14。7番打者での出場が多かった。
ベテラン選手。守備に不安を持っていたが、最後の試合では、どぐされの意地を見せ、守備のトリックプレーで見事に打者走者を刺す（作中では大沢啓二が得意としていたとされる）。この活躍もあって牛島監督から「背番号14を永久欠番とする」決定が下される。
立原 剛介（たちはら ごうすけ）
投手。背番号 :50。両投右打。
両投げのスイッチピッチャー。入団当初から長年打撃投手を勤めていたが、登録上はずっと現役選手だった。鳴海が入団したのと同じ年に、投手陣全員の食中毒がきっかけで32歳にしてプロ入り初登板を果たし、勝利投手となり、その後は十文字と並んで先発ローテーションの主力となる。
188cm、100kgの巨漢で、鳴海に対し、特打の相手を何日間も務めるなど、無類のタフネスぶりを発揮している。
話し方は、土佐弁が入っている。
ジョー暁（ジョー あかつき）
中堅手。背番号：24。レギュラー選手では大場に次ぐ打力の選手として描かれ、打順も大場の前後に入ることが多い。右投左打。
日高の退団と前後して、黒木とともに入団した、元メジャーリーガー。日本人の父と黒人の母を持つハーフ。その父を全く知らずに来日したが、実はアタックスの買収を目論む企業の社長が彼の父であった。
口に「黄色い薔薇」を咥えて打席に登場した際には、ピッチャー返しの打球を放つなど攻撃的なプレイを行う。
聖 明（ひじり あきら）
遊撃手。背番号 : 5。2番打者での出場が多い。左投左打。
元スリグループの一員。電車の中で牛島の財布を掏ろうとし、逃走中に見せた身の軽さから牛島がスカウトした。左投げの遊撃手という珍しい存在。
中尾 芳文（なかお よしぶみ）
三塁手。背番号 : 12。連載初期は3番打者で、ジョー暁入団後は二人で大場の前後に入る試合が多かった。右投右打。
実家は資産家であり、自宅に球団所有のものより立派な室内練習設備を持つ。
派手な守備プレイでファンも多いが、初動が遅く、身体の正面で捕球できないためでもある。
球団売却の話が出たときは、自分が買い取ると言ったこともある。
荒巻 塁（あらまき るい）
投手。背番号：28。
少年院帰りであり、喧嘩っ早い性格。「悪太郎」と呼ばれることも多い。
剛速球投手であるが変化球は投げられず、一旦崩れると打ち込まれることも多いが、アタックス先発ローテーションの一角を担い、十文字に続く二番手投手だった時期もある。
速水（はやみ）
代走専門選手。背番号：4。
チーム一の俊足。アキレス腱を2度切断してなお復帰を果たした（アキレス腱を3度切断した森下整鎮のエピソードが元になっている）。夢は「二盗・三盗・本盗」を連続で決める「完全盗塁」。
吉倉 圭一（よしくら けいいち）
投手。左投　背番号：26。
気が弱く、典型的なブルペンエースであったが、医師による催眠療法によって立ち直った。しかし、医師が交通事故に遭い、催眠療法を行えなくなった際に、辞表を隠し持った牛島に応えるため、1球ごとにボールにコースや変化を囁くことで自己催眠を行う方法を身に着けた。連載終盤は先発ローテーションに定着する。
世良 正人（せら まさと）
投手。右投右打。背番号：19。
キャンプで鳴海の打撃投手を務めた際に、打球を顔面に受けて入院したが、完治する前に顔の下半分を包帯で覆った覆面投手として登板。連載終盤は先発ローテーションに定着する。
村瀬 康一（むらせ こういち）
野手。守備要員。右投左打。背番号：33。
投手以外のポジションをこなせるユーティリティープレイヤー。
花咲（はなさき）
三塁手。守備要員。右投右打。背番号：22。
乾 健志（いぬい たけし）
投手。立教大出身。左投。背番号：21。
倉持 義幸（くらもち よしゆき）
バッティングピッチャー。
葉村 忍（はむら しのぶ）
代打要員。右打ちの強打者。背番号：55。
長部（おさべ）
投手。
高校時代からの生粋の打撃投手。無類のスタミナと肩の強さ、そしてコントロールの良さを誇り、『マシーン』の異名を持つ。しかし球質の軽さが災いして、一軍はおろか公式戦での登板機会は全くなかった。スランプに陥った鳴海の特打に延々と付き合って肩を壊してしまうが、直後に一軍登録されて救援投手として登板。王にホームランを打たれて引退したが、それは一度だけでも一軍のマウンドで、最高の打者と対戦させてやりたいという牛島の親心と感謝の表れであった。
佐竹（さたけ）
捕手。
ブルペン捕手。『壁』の異名を持つ。長部とコンビを組んで鳴海の特打に付き合った。
徳丸（とくまる）
捕手。背番号：23。
大場の控え捕手だったが、大場の負傷欠場により出場の機会を得た。打力は大場に劣るが、巧みなリードと審判をも騙す捕球術で投手陣を引っ張り、不動のレギュラーの座に安穏としていた大場のライバル心に火をつけた。

### 監督・コーチ
牛島 虎男（うしじま とらお）
アタックス監督。背番号：1。
「どぐされ」共を率いる熱血監督。スキンヘッドでもみ上げから顎にかけて髭を生やす。スキンヘッドにしている理由は、8連敗の責任を取ったと1話で語られているが、その後も髪を伸ばさないままにしている。
いつもポケットに辞表を忍ばせていた。なお夫人がいたが、彼の遠征中に亡くなっている。
時々、関西弁が口をついて出てくることがある。
黒木 俊（くろき しゅん）
アタックスヘッドコーチ。
ジョー暁と共にアタックス入り。隻腕の人物である。牛島が出場停止処分を受けた際には、監督代行を務めた。

### その他
水流 貞夫（つる さだお）
アタックスの親会社である「明王商事」社長で、アタックスオーナー。
「口は出すが金は出さない」がモットーの「どぐされオーナー」。牛島監督とは事あるごとに対立していた。
球団経営は金儲けの為と公言して憚らない。選手達の言によれば、他の球団では見向きもしない選手を安い金で入団させて、使えるようになったら金銭トレードに出されるという。
鳴海にも1年目終了時点でDH制のあるパ・リーグの阪急ブレーブスへの金銭トレードの話が持ち上がっていた。元メジャーリーガーであるジョー暁の入団を許可したのも同様の理由で、安く契約し、他の球団に高く売るのが目的であった。ドラフトも契約金を出し渋るため、ドラフト入団が確認できた主力選手は田代だけである。
鳴海入団3年目にAクラス入りした際には球団の売却を行いかけたが、これは逆に監督、選手に歓迎されることになる。オフシーズンのメジャーリーグチームとの交流試合での鳴海らの活躍から「翌年は優勝も狙える。優勝になったら更に高値に売却できる」と考え、球団売却は取り止めとなった。
牛島曰く、「野球はシロウトだが商売はプロ」。
根津 甚六（ねづ　じんろく）
アタックスのスカウト兼スコアラー。
現役時代は投手だった。牛島監督とは、互いにタメ口で呼び合う仲。
負傷で人差し指を失い、野球を諦めかけていた鳴海を、自らの投球を打たせ、ホームラン性の打球となったのを見て、打者としての実力を見出しスカウト。その後も、鳴海の面倒見役も務めており、鳴海にとって良き理解者である。
市島 六助（いちしま ろくすけ）
アタックス専属トレーナー。通称「市っつあん」。
大酒呑みで一時期は酒のせいで入院していた。盲目で野球知識ゼロだが、嗅覚と触覚で選手の体調を完璧に掴んでいる。
婆ちゃん
大学野球で活躍していた一人息子を特攻隊に送って亡くした。以後、息子が憧れた職業野球（プロ野球）とはいかなるものかと観続けていたため、そこらの監督、コーチよりは観察眼が鋭くなっている。不調の鳴海を叱咤し、息子が特攻に出る前に振っていたというバットを託した。「吶喊」が口癖。
その後、アタックスの私設応援団団長となり、ホーム試合ではベンチの上で大団旗を振っていたが、風邪から入院。Aクラス入りを賭けた試合をテレビで見届け、亡くなった。

## その他の登場人物
巻枝 三郎（まきえだ さぶろう）
読売ジャイアンツ投手。背番号：4。
甲子園で鳴海と投げ合ったライバルで、彼が投手生命を絶った試合での対戦相手だった。シュートボールが武器。
プロ入り初登板試合でアタックス相手に9回2死までノーヒットノーランを演じるが、最後の打者・鳴海に右手一本でバットのグリップエンドの底にボールを当てられ、結果、ヒットとなり記録を阻止される（打者走者の鳴海は3塁でタッチアウトとなったため、完封勝利は収めている。なお現実の野球では近藤真一が1987年に「初登板ノーヒットノーラン」を達成）。その後も鳴海とは対戦を重ねているが、彼のプロ入り第1号ホームランも巻枝から放っている。
宇賀神 攻造（うがじん こうぞう）
「毎朝スポーツ」アタックス担当記者で、現役最古参記者。通称「ジンさん」。
大のアルコール好き。度々、鳴海やアタックス選手に相手の弱点や攻略法を伝授している。
島淵 謙三（しまぶち けんぞう）
セ・リーグ公式記録員。通称「シマ謙」。
息子・健一は十文字と甲子園予選で対戦し、十文字の投球を頭に受けてそれがもとで亡くなっている。以降、プロ入りした十文字とも因縁のような関係を保つようになった。因みに、十文字の顔の傷は事件後、健一の高校の応援団員によるリンチで負ったものであった。
陣内 悟朗（じんない ごろう）
鳴海と同郷。野球の経験はなかったが、漁で鍛えた銛投げの要領で剛球を投げる。
難病の妹の入院費を入団契約金でまかなうことを提案され、入団を賭けて鳴海と勝負を行う。鳴海の木製バットを折るが、金属バットを使用した鳴海に打たれる。しかし鳴海はこの勝負で腕を骨折し、このシーズンのペナントレース前半を苦戦することになる。
一方の陣内は、鳴海との再戦を願って広島に入団した。